# Hans Norman
Hans Gösta Norman, född 3 april 1936 i Örebro, är en svensk professor emeritus i historia. Han har under sin karriär ägnat stor tid åt forskning om Sverige och Nordamerika, särskilt emigrationen dit under både 1600- och 1800-talet. Han var verksam vid Historiska institutionen vid Uppsala universitet och har även skrivit om militärhistoriska frågor under 1800-talet, den svenska skärgårdsflottan under 1700- och 1800-talet samt Uppsala stads 1900-talshistoria.

## Biografi

### Bakgrund
Hans Norman växte upp i Edsbergs församling i Närke. Han tog studentexamen vid Karolinska högre allmänna läroverket i Örebro och studerade vid Uppsala universitet med inriktning på läraryrket. Som doktorand hade han flera administrativa uppgifter vid Historiska institutionen. Under ett läsår, 1967–68, var han Svenska Amerikastiftelsens stipendiat i USA med anknytning till University of Minnesota i Minneapolis.

### Verksamhet som historiker
Norman disputerade 1974 på avhandlingen Från Bergslagen till Nordamerika. Studier i migrationsmönster, social rörlighet och demografisk struktur med utgångspunkt från Örebro län 1850–1915. Därefter har han publicerat flera studier om 1800-talets stora utvandring samt om kolonin Nya Sverige under 1600-talet.
Hans Norman var vid Historiska institutionen tidvis ansvarig för forskningsprojektet ”Sverige och Amerika efter 1860”. Dessutom ledde han ”Familjen i den svenska demografiska och sociala omvandlingen efter 1800” samt ”Skärgårdsflottan i det svenska samhället”. Han har vid institutionen tjänstgjort som docent, universitetslektor, prefekt och professor. 1999 minskade han sin undervisande roll för att koncentrera sig på forskningen.

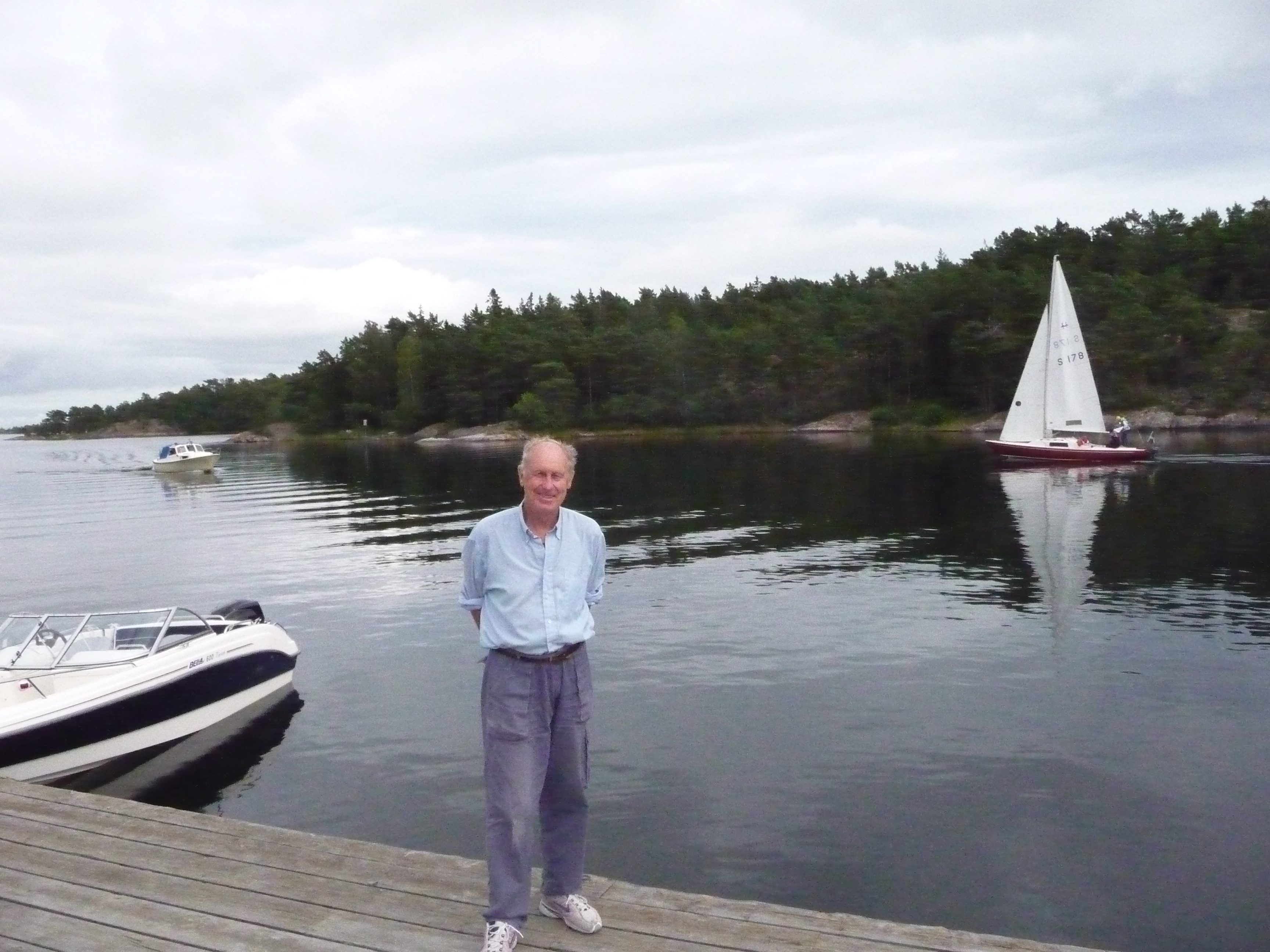
Hans Norman på Runmarö.

Vid sidan om verksamheten på Uppsala universitet har Norman varit ledamot av ett antal styrelser på regional och lokal nivå. Det inkluderar Svenska Institutet för Nordamerikastudier (SINAS), Länsforskningsrådet i Uppsala län, Föreningen Vårda Uppsala, Stiftelsen Nerikes regementen, Upplands regementes historiekommitté, Naturskyddsföreningen, Danmarks hembygdsförening samt Uppsalakretsen av Svenska Kryssarklubben. För den sistnämnda ansvarade han för jubileumsboken Mot nya färdmål, presenterad 2014 till kretsens 75-årsjubileum.
2002 var Hans Norman medförfattare till volym XI i bokserien Uppsala Stads historia.

### Utmärkelser
För sin avhandling (Från Bergslagen till Nordamerika. Studier i migrationsmönster, social rörlighet och demografisk struktur med utgångspunkt från Örebro län 1850–1915, 1974) fick Hans Norman motta Geijers historiska pris från Uppsala universitet.